# Dirka po Franciji 1924
Dirka po Franciji 1924 je bila 18. dirka po Franciji, ki je potekala od 22. junija do 20. julija 1924.
Ottavio Bottecchia je postal prvi Italijan, ki mu je uspelo osvojiti Tour, poleg tega je osvojil še štiri etapne zmage. Bottechia je prvi, ki mu je uspelo neprekinjeno nositi rumeno majico od prve do zadnje etape. Ekipno zmago je doseglo kolesarsko moštvo Auto Moto.
Henri Pélissier, zmagovalec predhodnje dirke, je skupaj s svojim bratom Francisom zaradi manjših sprememb pravil protestno odstopil po tretji etapi.
Zmagovalcu posamezne etape se je pripisal časovni bonus treh minut, do tedaj dveh. Tour 1924 je bil zadnji v seriji s petnajstimi etapami, ki se je začela v letu 1910.

## Pregled
| Kategorije                          | Podatki       |
| ----------------------------------- | ------------- |
| Začetek-konec                       | Pariz - Pariz |
| Dolžina (km)                        | 5.425         |
| Število etap                        | 15            |
| Povprečna hitrost zmagovalca (km/h) | 24,250        |
| Kolesarjev                          | 157           |
| Tekmo končalo                       | 60            |

| Etapa | Datum     | Start in cilj                       | Dolžina | Etapni zmagovalec                | Čas         | Rumena majica      |
| ----- | --------- | ----------------------------------- | ------- | -------------------------------- | ----------- | ------------------ |
| 1     | 22. junij | Pariz - Le Havre                    | 381 km  | Ottavio Bottecchia               | 15h 03' 14" | Ottavio Bottecchia |
| 2     | 24. junij | Le Havre - Cherbourg                | 371 km  | Romain Bellenger                 | 14h 34' 31" | Ottavio Bottecchia |
| 3     | 26. junij | Cherbourg - Brest                   | 405 km  | Théophile Beeckman Philippe Thys | 15h 44' 00" | Ottavio Bottecchia |
| 4     | 28. julij | Brest - Les Sables-d'Olonne         | 412 km  | Félix Goethals                   | 16h 28' 51" | Ottavio Bottecchia |
| 5     | 30. junij | Les Sables d'Olonne - Bayonne       | 482 km  | Omer Huyse                       | 19h 40' 00" | Ottavio Bottecchia |
| 6     | 2. julij  | Bayonne - Luchon                    | 326 km  | Ottavio Bottecchia               | 15h 24' 25" | Ottavio Bottecchia |
| 7     | 4. julij  | Luchon - Perpignan                  | 323 km  | Ottavio Bottecchia               | 12h 40' 18" | Ottavio Bottecchia |
| 8     | 6. julij  | Perpignan - Toulon                  | 427 km  | Louis Mottiat                    | 17h 04' 45" | Ottavio Bottecchia |
| 9     | 8. julij  | Toulon - Nica                       | 280 km  | Philippe Thys                    | 11h 52' 08" | Ottavio Bottecchia |
| 10    | 10. julij | Nica - Briançon                     | 275 km  | Giovanni Brunero                 | 12h 51' 07" | Ottavio Bottecchia |
| 11    | 12. julij | Briançon - Gex                      | 307 km  | Nicolas Frantz                   | 12h 03' 51" | Ottavio Bottecchia |
| 12    | 14. julij | Gex - Strasbourg                    | 360 km  | Nicolas Frantz                   | 15h 51' 02" | Ottavio Bottecchia |
| 13    | 16. julij | Strasbourg - Metz                   | 300 km  | Arsène Alancourt                 | 11h 36' 27" | Ottavio Bottecchia |
| 14    | 18. julij | Metz - Dunkerque                    | 433 km  | Romain Bellenger                 | 20h 17' 51" | Ottavio Bottecchia |
| 15    | 20. julij | Dunkerque - Pariz, Parc des Princes | 343 km  | Ottavio Bottecchia               | 14h 45' 20" | Ottavio Bottecchia |